# 无版权音效
無版權音樂（英語：NoCopyrightSounds，常簡稱NCS）是由比利·伍德福德于2011年創立的一個唱片公司兼音樂組織。他最初成立该組織的原因是為了寻找在其遊戲影片中所要使用的無版權音樂。
NCS上傳由不同的音樂家製作的各種音樂，主要是可以於各種服務和平台使用的免版權稅音樂。NCS只将音乐上传到YouTube、Twitch和Bilibili。该組織主要上傳電子舞曲和其他種類的音樂。

## 歷史

### 2011年：創立
2011年，無版權音樂公司在英國曼徹斯特由比利·伍德福德創立，「允許獨立創作者自由使用其音樂甚至通過其音樂獲利，只要他們清楚標明原作曲者給予應有的尊重。」

### 2012~2013年：起步
雖然在NCS的YouTube頻道上所能追溯到最早的曲目發布於2013年3月30日，然而在這之前，已發行過多首單曲，不過影片皆被官方刪除或設為私人。
目前在頻道上所能追溯到最早的曲目為SirensCeol的《Coming Home》。無版權音效頻道很快的獲得廣大迴響，截至2021年，頻道的第三支影片（Disfigure的《Blank》）已突破2億點閱。同年，他們的YouTube頻道達到10萬訂閱。2013年，在NCS出版音樂的有包括Aero Chord、Disfigure、Different Heaven、Laszlo、SirensCeol、Spektrem及Venemy等人。

### 2014年：《NCS: Uplifting》
2014年，無版權音效的YouTube頻道達到100萬訂閱。
同年，他們發布了他們的首張專輯，《NCS：Uplifting》，時長2時10分，共收錄16曲，其中包含挪威DJ艾倫·沃克代表作《人間迷走》的舊版本《Fade》。同年，知名音樂製作人Tobu，NCS知名藝人Electro-Light、Janji、Johnning、T & Sugah、M.I.M.E和Culture Code等人開始在NCS出版音樂。

### 2015年：《NCS: Infinity》與《NCS：2015精選輯》
2015年，無版權音樂發行了兩張專輯：《NCS：Infinity》和《NCS：2015精選輯》，前者時長1時45分，共收錄16首曲目，包含Tobu的《Candyland》、JPB代表作《High》、Different Heaven的《Nekozilla》和艾倫·沃克的第二支單曲《Force》等曲；後者時長1時11分，共收錄17首曲目，當中精選Deaf Kev《Invincible》、Cartoon《On & On》、艾倫·沃克《Spectre》、Janji《Heroes Tonight》、Diviners《Tropic Love》、Jim Yosef《Firefly》等發佈於2015的金曲。同年，JPB、K-391、Diviners、Halvorsen、Jim Yosef、Alex Skrindo、Cartoon、3rd Prototype、DEAF KEV和Elektronomia等人開始在NCS出版音樂。

### 2016年：《NCS之愛 第一輯》與《NCS：2016精選輯》
2016年，無版權音樂發行了兩張專輯：《NCS之愛 第一輯》和《NCS：2016精選輯》，前者時長1時2分，共收錄15首曲目；後者時長58分44秒，共收錄16首曲目，包含Different Heaven《Safe & Sound》、RetroVision《Puzzle》、Syn Cole《Feel Good》、IZECOLD《Close》（Brooks混音）、Cartoon與Futuristik《C U Again》、K-391《Earth》、Cartoon《I Remember U》等2016精選歌曲。同年，Razihel、IZECOLD、Molly Ann、Jo. Cohen、Axol、Anna Yvette、JJD、Ship Wrek（後改名為Star Party）、Unknown Brain、Zeus X Crona、Heuse和Axollo等人開始在NCS出版音樂。

### 2017年：《NCS：Colors》與《NCS：2017精選輯》
2017年，無版權音效的YouTube頻道達到1000萬訂閱。
同年，無版權音樂發行了兩張專輯：《NCS：Colors》和《NCS：2017精選輯》，前者長53分48秒，共收錄16首曲目；後者長1時49分，共收錄17首曲目，包含Jim Yosef與Anna Yvette《Linked》、Lost Sky與Chris Linton《Fearless, Pt. II》、Retrovision《Puzzle VIP》等2017年發布的金曲。同年，Ezgod、Sekai、Kovan、NIVIRO、TULE（後改名為Lost Sky）、Emdi、Zookeepers、Dirty Palm、Debris、Marvin Divine及Harley Bird等人開始在NCS出版音樂。

### 2018年：《NCS: Alpha (α)》
2018年，無版權音樂發行了專輯《NCS: Alpha (α)》，長42分46秒，共收錄12首曲目，包含Diamond Eyes《Everything》、Unknown Brain《Why Do I?》、Rival與Cadmium《Seasons》（Futuristik & Whogaux混音）、NIVIRO《Memes》等歌曲。同年，Clarx、Cadmium、Nurko、RudeLies及Rival等人開始在NCS出版音樂。

### 2019年：《NCS: Reloaded》與《NCS：Elevate》
2019年初，美國歌手Sub Urban的歌曲《Cradles》在NCS頻道上發布後，立刻爆紅，吸引了超過6億次的點閱，並登上美國《告示牌》獨立音樂單曲榜第一名，並獲得英國唱片業協會（BPI）銀認證（銷出60,000份以上）。同時，他們的YouTube頻道達到2000萬訂閱，為此，他們釋出了一部名為「NCS: 2019 ‘20 Million’ Mix | Future Hits （页面存档备份，存于）」的影片，內容大部分為NCS釋出的未來浩室曲目。
NCS在2019年發布了兩張專輯：《NCS: Reloaded》與《NCS：Elevate》，前者在2018年12月時，NCS就已發布專輯的Mix影片，然而直至2019年1月1日，專輯才正式發行，專輯長47分59秒，共收錄14首曲目，包含Koven《Never Have I Felt This》、JPB《All Stops Now》、Distrion與Electro-Light《Drakkar》、Diamond Eyes《Hold On》、Lost Sky《Dreams, Pt.II》和Elektronomia《Heaven》等歌曲；後者時長41分10秒，共收錄13首曲目，包含Diamond Eyes《Stars》、Rival《Walls》、Ezgod《Rise Up》及Besomorph與Coopex《Redemption》等歌曲。同年，Riell、Jonth、Vosai、ROY KNOX、Facading、Coopex、Veronica Bravo、More Plastic、Tom Wilson、Tim Beeren和Hayve等人開始在NCS出版音樂。

### 2020年：創立副頻道
2020年，NCS釋出他們的第一部紀錄片，「On & On的故事」，講述NCS流量第二高歌曲《On & On》的製作過程。《On & On》的製作原班人馬Cartoon與Daniel Levi也在2020年1月1日發布歌曲《Más Y Más》，即原曲的西班牙文版本。同年，imallryt、Shiah Maisel、Le Malls、THYKIER、Neoni、N3WPORT與CHENDA等人開始在NCS出版音樂。年末（12月31日），NCS在他們的YouTube帳號上發布「2020精選輯」。然而NCS除了Unknown Brain的首張專輯《Faceless》之外，並沒有在2020年發布任何專輯。
2020年，NCS創立了兩個副頻道，詳見「副頻道」條。

### 2021年：NCS十週年、《Screen Time》
2021年，無版權音效的YouTube頻道先是達到3000萬訂閱，接著達到100億觀看次數，為此，NCS發布了兩部音樂合輯影片慶祝。
2021年8月14日，無版權音樂的頻道上發布了一段名為「The Creation of NCS （页面存档备份，存于）」的影片以慶祝無版權音樂創立十週年，在周年慶活動期間發布的影片皆會加註「NCS10發行 (英語：NCS10 Release)」。慶祝NCS的其中一項計畫便是《Screen Time》專輯，邀請NCS多位音樂製作人及歌手合作推出共八首單曲，計劃的最後一首曲目《Heartless》更是創下NCS最多音樂製作人合作的紀錄（八位），並成為NCS頻道中第一也是唯一一首環狀動畫會更換顏色的單曲。
NCS為慶祝十週年，也舉辦了一項混音比賽，內容是關於NCS當時流量最高的單曲《On & On》，最後由numi、Affe與Cole Phillips、Time to Talk獲得前三名及獎金，官方與原作者Cartoon拍了一支影片，發布於副頻道。《On & On》由原作者Cartoon與HAVSUN及WAYOUT混音的版本在耶誕節釋出。
2021年11月，《Fade》、《Force》及《Spectre》等三曲的作者艾倫·沃克與無版權音樂公司共同發布聲明，表示他們的合約沒能續簽，因此三首無版權音樂頻道上前十名的歌曲皆需下架，包含《NCS：Uplifting》、《NCS：Infinity》和《NCS：2015精選輯》三張專輯及前兩張專輯的「Continuous Mix」。NCS頻道簡介中的觀看次數也因此從約103億驟減至97億次。不久之後，前述之三張專輯以不完整之曲目重新上市。
此外，She Is Jules、Azertion、Jnathyn、Arc North、Alisky、RUD與Wiguez等人開始在NCS出版音樂。

## 副頻道
NCS共創立三個官方副頻道。
- NCS Arcade：創立於2020年3月17日，專門上傳「歌曲/歌詞背後的故事」、「關於NCS創作者的大小事」、「參觀NCS創作者的工作室」等系列影片。另外，24小時不間斷直播串流，隨機播放無版權音樂發布的曲目[6][7]。
- NCS Lyrics：創立於2020年5月12日，專門上傳NCS出版歌曲之官方歌詞影片。在這之前，NCS的歌詞影片皆上傳於主頻道。
- NCS Podcast：創立於2021年10月22日，專門上傳NCS上傳之播客影片。

## 較知名的音樂家
關於所有NCS的音樂家，詳見官方網站 （页面存档备份，存于）。

### 音樂製作人
- 3rd Prototype
- Aero Chord
- 艾倫·沃克 (3首歌曲在2021年11月被下架)
- Alex Skrindo
- Arc North
- Axol (又名Killercats出版歌曲)
- Azertion
- Cadmium
- Cartoon
- CHENDA
- Clarx
- Culture Code
- Deaf Kev
- Diamond Eyes
- Different Heaven
- Dirty Palm
- Disfigure
- Diviners
- Electro-Light
- Elektronomia
- Egzod
- Halvorsen
- if found
- Itro
- IZECOLD
- Janji
- Jim Yosef
- JPB
- JJD
- K-391
- ROY KNOX
- Koven（英语：Koven (group)）
- Laszlo
- Lost Sky (原TULE)
- NCT
- Netrum
- NIVIRO
- Phantom Sage
- Razihel
- RetroVision
- Rival
- Rudelies
- SirensCeol
- Star Party (原Ship Wrek)
- Syn Cole
- T & Sugah
- Time To Talk
- Tim Beeren
- Tobu
- Tom Wilson
- Unknown Brain
- Venemy
- Whales (原Sex Whales)
- Zack Merci & Arcana
- Zeus X Crona

### 歌手
- Anna Yvette
- Chris Linton
- Daniel Levi
- Donna Tella (又名Alexis Donn出版歌曲)
- Harley Bird
- imallryt
- Johnning
- Marvin Divine
- M.I.M.E
- Molly Ann
- Neoni
- Riell
- She Is Jules
- Shiah Maisel
- Sub Urban
- Veronica Bravo

## 作品列表

### 專輯
截至2023年底，無版權音效已發行18張專輯，含16張合輯及2張專輯。
- 合輯
  - 《NCS: Uplifting》 (2014)
  - 《NCS: Infinity》 (2015)
  - 《NCS: 2015精選輯》 (2015)
  - 《NCS之愛 第一輯》 (2016)
  - 《NCS: 2016精選輯》 (2016)
  - 《NCS: Colors》 (2017)
  - 《NCS: 2017精選輯》 (2017)
  - 《NCS: Alpha (α)》 (2018)
  - 《NCS: Reloaded》 (2019)
  - 《NCS: Elevate》 (2019)
  - 《screen time》 (2021)（NCS10發行）
  - 《NCS10》 (2021)
  - 《NCS: 2022精選輯》 (2022)
  - 《Arcade: Power Up》 (2023)
  - 《NCS: Road Trip》 (2023)
  - 《NCS: 2023精選輯》 (2023)

- 專輯
  - Unknown Brain《Faceless》 (2020)
  - Daniel Levi《14/02》 (2023)

### 迷你專輯
截至2021年底，無版權音效已發行十四張迷你專輯，含十一張迷你專輯、兩張混音版迷你專輯及一張原聲版迷你專輯。
- 迷你專輯
  - Phantom Sage《Connected》 (2017)
  - WATEVA《We Killed It, It’s Murda》 (2018)
  - Modern Revolt《IWANTYOUTOLISTEN》 (2019)
  - THYKIER《The Limit》 (2020)
  - Track & Build 2.0《Wreck Out》 (2020)
  - Diamond Eyes《i, father》 (2021)
  - Egzod《The Revolution》 (2021)
  - THYKIER《Shimmer》 (2021)
  - MAGNUS《House Party》 (2021)
  - OVSKY《Time》 (2021)
  - Sam Day《Evergreen》 (2021)
- 混音版迷你專輯
  - Krys Talk《Fly Away (The Remixes)》 (2015)
  - Egzod《The Revolution (Remixed)》 (2021)
- 原聲版迷你專輯
  - Diamond Eyes《i, re(i)magined》 (2021)

### 較知名的單曲
以下列出NCS頻道上播放量前十名的單曲（截至2024年6月）。
| #  | 曲名           | 藝人/歌手                 | 發佈日期       | 觀看次數 | 備註 | 連結                           |
| -- | -------------- | ------------------------- | -------------- | -------- | --- | ------------------------------ |
| 1  | On & On        | Cartoon ft. Daniel Levi   | 2015年7月10日  | 5.1億次  | - 收錄於專輯《NCS: 2015精選輯》中 - 歌曲《Más Y Más》原版本 - NCS10混音比賽選曲 - 2021年12月發布官方混音版 | YouTube上的《On & On》         |
| 2  | Heroes Tonight | Janji ft. Johnning        | 2015年6月10日  | 3.3億次  | - 收錄於專輯《NCS: 2015精選輯》中                                                                          | YouTube上的 《Heroes Tonight》 |
| 3  | Invincible     | DEAF KEV                  | 2015年5月15日  | 2.7億次  | - 收錄於專輯《NCS: 2015精選輯》中 - 歌曲《Invincible Part II》 (feat. Sendi Hoxha) 原版本                  | YouTube上的《Invincible》      |
| 4  | My Heart       | Different Heaven EH!DE    | 2013年11月14日 | 2.7億次  | - NCS頻道發布之第七首歌曲 - EH!DE在NCS的第一首歌曲                                                         | YouTube上的《My Heart》        |
| 5  | Mortals        | Warriyo ft. Laura Brehm   | 2016年12月16日 | 2.6億次  | - Warriyo在NCS的第一也是唯一一首(2025/3/28起已出第二首新歌Dune因此不為唯一一首歌曲)                        | YouTube上的《Mortals》         |
| 6  | Blank          | Disfigure                 | 2013年5月2日   | 2.4 億次 | - NCS頻道發布之第三首歌曲 - 歌曲《Blank VIP》 (feat. Tara Louise) 原版本 - 2018年1月發布官方混音版         | YouTube上的《Blank》           |
| 7  | Sky High       | Elektronomia              | 2017年1月3日   | 2.4億次  | - 歌曲《Sky High pt. II》原版本                                                                            | YouTube上的《Sky High》        |
| 8  | Why We Lose    | Cartoon ft. Coleman Trapp | 2015年6月13日  | 2.2億次  | - Cartoon出道作                                                                                            | YouTube上的 《Why We Lose》    |
| 9  | Symbolism      | Electro-Light             | 2014年11月28日 | 2.1億次  | - 收錄於專輯《NCS: Infinity》中 - 歌曲《Symbolism pt.II》《Symbolism pt.III》原版本                        | YouTube上的《Symbolism》       |
| 10 | Fearless pt.II | Lost Sky ft. Chris Linton | 2017年12月28日 | 2億次    | - NCS前十名單曲中最年輕者                                                                                  | YouTube上的《Fearless pt.II》  |

### 環狀動畫
在NCS的影片中，大部分的畫面是環狀動畫。大多背景是圖片，近期部分新影片的背景換上了一些重複性的動作取代圖片。NCS亦有上傳少數的音樂錄影帶與歌詞影片。
紅色 - 鼓打貝斯（Drumstep） 
橘色 - 另類舞曲（Indie dance） 
黃色 - 浩室（House）/電子音樂（Electro） 
綠色 - Trap 
薄荷色 - Glitch hop
綠松石色 - 迴響貝斯（Melodic Dubstep）/Chillstep 
藍色 - 迴響貝斯（Dubstep）/Brostep 
紫色 - 未來浩室（Future house） 
洋紅色 - 鼓打貝斯（Drum & bass） 
白色 - 電子舞曲（EDM）/Hardstyle（偶爾作為未分類） 
青绿色 - Phonk
 黑色 - 沒有分類（即以上未提到的分類）
橘色、薄荷色和黑色是最少的顏色。其中薄荷色歌曲僅有八首，分別為：
- Halvorsen - She Got Me Like (2015/04)
- DEAF KEV - Invincible (2015/05)
- Rob Gasser - Ricochet (2017/03)
- Halvorsen - Band-Aid (2021/07)
- Deaf Kev - Invincible Part II (ft. Sendi Hoxha) [2021/10]
- WIBERG & WBN - Complicated [2022/03]
- QR - XXI [2022/03]
- Arcando - In My Head (feat. Britt Lari) [2022/04]

### 被刪除/隱藏的歌曲
NCS因諸多因素，如版權問題、合約到期等，有時會將已上傳的影片設為私人或直接刪除，如在此章節中提到的艾倫·沃克作品遭下架。
以下列舉幾首遭NCS下架的歌曲。
| # | 曲名             | 藝人/歌手                               | 發佈日期~ 設為私人/ 刪除日期   | 觀看次數                                                       | 備註                                                                                         | 連結 |
| - | ---------------- | --------------------------------------- | ------------------------------ | -------------------------------------------------------------- | -------------------------------------------------------------------------------------------- | --- |
| 1 | Fade             | 艾倫·沃克                               | 2014年11月20日~ 2021年11月13日 | - 4.4億次 （NCS頻道） - 0.4億次 （藝人官方頻道）               | - 收錄於專輯《NCS: Uplifting》中 - 歌曲《人間迷走》原版本 - 因合約到期而被設為私人           | - YouTube上的《Fade》 （NCS頻道，私人影片） - YouTube上的《Fade》 （藝人官方頻道）                            |
| 2 | Spectre          | 艾倫·沃克                               | 2015年1月7日~ 2021年11月13日   | - 2.9億次 （NCS頻道） - 0.3億次 （藝人官方頻道）               | - 收錄於專輯《NCS: 2015精選輯》中 - 歌曲《幽靈》原版本 - 因合約到期而被設為私人              | - YouTube上的《Spectre》 （NCS頻道，私人影片） - YouTube上的《Spectre》 （藝人官方頻道）                      |
| 3 | Force            | 艾倫·沃克                               | 2015年4月2日~ 2021年11月13日   | - 1.6億次 （藝人官方頻道）                                     | - 收錄於專輯《NCS: Infinity》中 - 因合約到期而被設為私人                                     | - YouTube上的《Force》 （藝人官方頻道）                                                                       |
| 4 | Nova             | Ahrix                                   | 2013年5月16日~ 2017年3月17日   | - 0.9億次 （NCS頻道） - 0.1億次 （藝人官方頻道）               | - 因合約到期而設為私人，而後被刪除                                                           | - YouTube上的《Nova》 （藝人官方頻道） - YouTube上的《Nova》 （NCS頻道，已刪影片）                            |
| 5 | What I Never Had | Zain Conor & Drivvin ft. Michael Zhonga | 2017年9月6日~ 2017年9月6日     | -                                                              | - 在NCS頻道上僅存在約16分鐘 - 因版權問題而被設為私人                                         | - YouTube上的 《What I Never Had》 （NCS頻道，私人影片）                                                      |
| 6 | Heart Afire      | Defqwop & Strix(ft.)                    | 2016年5月21日~ 2019年3月28日   | - 0.5億次 （NCS頻道） - 0.0819億次 （NCS記錄刪除曲目友人頻道） | - 因Lemaitre認為Heart Afire聽起來與他們的歌曲Closer太相似，因此對 Heart Afire 發出了版權警告 | - YouTube上的 《Heart Afire》 （NCS頻道，私人影片） - YouTube上的 《Heart Afire》 （NCS記錄刪除曲目友人頻道） |